# Ejido Benito Juárez (Chihuahua)
Ejido Benito Juárez es una localidad del estado mexicano de Chihuahua, localizada en el noroeste del estado y en el municipio de Buenaventura, del que es la segunda mayor concentración de población y del que constituye una sección municipal.

## Localización y demografía
Ejido Benito Juárez se encuentra localizado al noroeste del estado de Chihuahua, en las coordenadas geográficas 30°08′59″N 106°53′01″O / 30.14972, -106.88361 y a una altitud de 1 335 metros sobre el nivel del mar, su entorno es plano formado por las grandes planicies del norte de Chihuahua y su enterno es predominantemente desértico, junto a la población fluye el río del Carmen, uno de los principales de la zona y que junto con algunas otras corrientes pertenece a las cuencas cerradas del norte, pues desemboca en la Laguna de Patos ubicada en el vecino municipio de Ahumada.
Se localiza a unos 80 kilómetros al noreste de la cabecera municipal, la población de San Buenaventura y a unos 200 kilómetros al norte de la capital del estado, la ciudad de Chihuahua, su principal vía de comunicación es una carretera asfaltada de orden estatal que la une hacia el norte con Carrizal y Villa Ahumada donde enlaza con le Carretera Federal 45 a unos 70 kilómetros, y 25 kilómetros hacia el sur con la población de Flores Magón donde enlaza con la Carretera Federal 10 que hacia el oeste la une a la cabecera municipal y a otras poblaciones como Nuevo Casas Grandes y hacia el este la conduce también a la Carretera 45.
De acuerdo a los resultados del Censo de Población y Vivienda de 2010 llevado a cabo por el Instituto Nacional de Estadística y Geografía, Ejido Benito Juárez tiene un total de 5 778 habitantes, de las que 2 908 son hombres y 2 870 son mujeres; esto lo lleva a ser la segunda mayor población del municipio de Buenaventura y la vigesimosexta del estado de Chihuahua.

## Historia
Ejido Benito Juárez surgió como población al realizarser el reparto agrario de los miles de hectáreas que con anterioridad pertenecían a la Hacienda del Carmen y que eran parte del latifundio de Luis Terrazas en fechas posteriores al triunfo de la Revolución Mexicana; en la hacienda fraccionada surgieron poblaciones como las que hoy son Flores Magón y Benito Juárez que fue constituido en ejido y cuyo desarrollo agrícola se vio acrecentado por la construcción de la Presa Las Lajas —oficialmente llamada Presa Adolfo López Mateos—, aguas arriba del río del Carmen y mediante la cual se inició la irrigación de la zona, con ello Benito Juárez se constituyó con un importante centro de población surgiendo actividad económica mayor a las actividades meramente agrícolas como un sector servicios.